# Anton Kožík
Anton Kožík (* 21. června 1940) byl slovenský a československý politik Komunistické strany Slovenska, poslanec Sněmovny lidu Federálního shromáždění za normalizace.

## Biografie
K roku 1976 se profesně uvádí jako ředitel podniku. K roku 1977 sám uvedl, že pracuje v podniku Strojárne potravinárskeho priemyslu, závod Svidník.
Ve volbách roku 1976 zasedl do Sněmovny lidu (volební obvod č. 198 - Svidník, Východoslovenský kraj). Ve Federálním shromáždění setrval do konce funkčního období, tedy do voleb roku 1981.